# Шмехајм
Шмехајм (њем. Schmeheim) општина је у њемачкој савезној држави Тирингија. Једно је од 43 општинска средишта округа Хилдбургхаузен. Према процјени из 2010. у општини је живјело 323 становника. Посједује регионалну шифру (AGS) 16069044.

## Географски и демографски подаци
Шмехајм се налази у савезној држави Тирингија у округу Хилдбургхаузен. Општина се налази на надморској висини од 420 метара. Површина општине износи 4,7 км². У самом мјесту су, према процјени из 2010. године, живјела 323 становника. Просјечна густина становништва износи 68 становника/км².